# قطعنامه ۱۴۱۳ شورای امنیت
قطعنامه  ۱۴۱۳ شورای امنیت سازمان ملل متحد که در تاریخ ۲۳ مه ۲۰۰۲ تصویب شد، سندی بین‌المللی دربارهٔ اوضاع در افغانستان است. این قطعنامه طی نشست ۴۵۴۱‌ام با ۱۵ رای موافق، ۰ مخالف و ۰ ممتنع تصویب شد.